# Z Жирафа
Z Жирафа (Z Camelopardalis, Z Cam) — звезда, которая является прототипом переменных типа Z Жирафа, принадлежащих к подклассу карликовых новых, и является первой обнаруженной карликовой новой. Z Жирафа находится в созвездии Жирафа на расстоянии около 530 световых лет от Земли, недалеко от границы созвездия Большой Медведицы, и может легко наблюдаться каждую ясную ночь в северном полушарии.
Система состоит из карлика спектрального типа G, как наше Солнце, и белого карлика или бело-голубого субкарлика, которые обращаются вокруг друг друга за 7ч 21м.
Z Жирафа производит вспышки каждые несколько недель (в среднем каждые 20 дней), увеличивая свою светимость примерно в 40 раз. В марте 2007 года было установлено, что эта звезда в прошлом произвела мощную вспышку, такую же, как у обычных новых звёзд. Об этом свидетельствует газ вокруг звезды, чья измеренная масса слишком велика для карликовой новой. Подобные вспышки в несколько тысяч раз ярче обычных и происходят лишь раз в 10 000 лет. Вне вспышки кривая блеска имеет небольшой пик в фазе 0.88 периода и широкий мелкий провал в фазе 0.15 периода. Вне максимумов кривая блеска показывает мерцание до 0,5m с периодом ~ 16-18 сек.